# Вулиця Броварна (Львів)
Вулиця Брова́рна — вулиця у Шевченківському районі міста Львова, у місцевості Клепарів. Сполучає вулиці Клепарівську з Базарною.

## Історія
Вулиця існувала ще в XIX столітті під назвою Клепарівська бічна та проходила при південній межі старого єврейського цвинтаря. Близько 1863 року вона отримала назву До кошар Ґолуховськоґо, оскільки прямувала до військових казарм. 1871 року перейменована на вулицю Майзельса Рабина, на честь видатного рабина та політичного діяча Речі Посполитої Доб-Беруша Майзельса (1798—1870). Під час німецької окупації мала назву Бірґассе. У липні 1944 року повернена передвоєнна назва — вулиця Майзельса. Сучасна назва — з 1950 року, на честь Львівської пивоварні, яка займає північний бік вулиці.
На початку XX століття до вулиці було приписано три будинки: № 4 та № 6 мала броварня «Акційного Товариства Броварів», № 8 — броварня Лілієнфельда та давня броварня Роберта Домса. Після створення львівської пивоварні усі ці будинки опинилися на її території, що нині мають спільну адресу — вул. Клепарівська, 18.
Нині до вулиці не приписано жодного житлового будинку. Вулиця простягається із заходу на схід; з північного боку розташовані приміщення Львівської пивоварні, з південного — торговельні місця Краківського ринку. У своїй середній частині вулиця фактично є проходом на території ринку.